# Большая Ока
Большая Ока (баш. Оло Аҡа) — село в Мечетлинском районе Башкортостана, административный центр Большеокинского сельсовета. Согласно переписи населения 2020 года население составляло 884 человека.

## История
Из всех мишарских населенных пунктов самым ранним является д. Большая Ока. Она возникла по договору от 22 декабря 1692 г., когда мишарей припустили башкиры Кущинской волости Кызылбай Урчекин и Шункар Атикеев (Азикеев). Однако имеется другая договорная запись - от 5 июля 7199, т. е. 1691 г., которая была дана мишарям от имени только одного башкира Шункара Атикова (Атикеева).  Подавляющее большинство населения составляли мишари, припущенные башкирами-вотчинниками по договорным записям 1691 г. и 1692 г. Однако они претендовали на владение землей, куда они были припущены. Поверенный мишарей мулла Вайс Даутов заявил об этом следующее: «По документам считаем себя с башкирцами Кущинской волости одновладельцами земли». Переселение мишарей на территорию северной Башкирии происходило из Касимовского ханства, где располагался город Касимов на берегу реки Ока. Видимо, село и река в Башкортостане названы в честь этой реки. Переселенцы были цокающими мишарями, однако со временем язык был утрачен. Преобладающие потомки мишарей на данный момент сокают на башкирский лад. Известные личности села - Бахтияр Канкаев (полководец Емельяна Пугачева), Хафиз бай Хабибуллин (предприниматель и меценат). В начале XX в. действовало 5 мечетей и 4 мектебе, русско-татарская школа и женское медресе «Хафизия».

## Население
| 1939  | 1959  | 1970  | 1979  | 1989  | 2002  | 2009  |
| ----- | ----- | ----- | ----- | ----- | ----- | ----- |
| 1891  | ↘1612 | ↗1659 | ↘1389 | ↘1227 | ↘1201 | ↗1239 |
| 2010  |       |       |       |       |       |       |
| ↘1064 |       |       |       |       |       |       |

В 1795 г. в Большой Оке было 620, в 1834 г. - 998, в 1870 г. — 1548, в 1920 г. — 2541 человек (в т.ч. мишари — 1705, тептяри — 425, русские — 256, башкиры — 82, татары — 73 человека).
Национальный состав
Согласно переписи 2002 года, преобладающие национальности — татары (60 %), башкиры (27 %).

## Географическое положение
Расстояние до:
- районного центра (Большеустьикинское): 16 км,
- ближайшей ж/д станции (Красноуфимск): 92 км.

## Религия
В селе есть мечеть Факиха.